# La filiacion
La Filiation
L'eau-forte La filiacion (en français La Filiation) est une gravure de la série Los caprichos du peintre espagnol Francisco de Goya. Elle porte le numéro 57 dans la série des 80 gravures. Elle a été publiée en 1799.

## Interprétations de la gravure
Il existe divers manuscrits contemporains qui expliquent les planches des Caprichos. Celui qui se trouve au Musée du Prado est considéré comme un autographe de Goya, mais semble plutôt chercher à dissimuler et à trouver un sens moralisateur qui masque le sens plus risqué pour l'auteur. Deux autres, celui qui appartient à Ayala et celui qui se trouve à la Bibliothèque nationale, soulignent la signification plus décapante des planches.
- Explication de cette gravure dans le manuscrit du Musée du Prado :
Aquí se trata de engatuzar al novio haciéndole ver la ejecutoria quienes fueron sus padres, abuelos, bisabuelos y tatarabuelos de la Señorita y ella, ¿quién es?, luego se verá.
(Ici il s'agit d'embobiner le fiancé en lui faisant voir les lettres de noblesse des parents, aïeux, bisaïeux et trisaïeux de la Demoiselle et elle, qui est-elle? Bientôt, il le verra)[2].

- Manuscrit de Ayala :
Se engatuza al novio con la Ejecutoria de sus padres, abuelos y tatarabuelos; ¿¿ y ella quién es? luego lo verá..
(On embobine le fiancé avec les lettres de noblesse des parents, aïeux et trisaïeux. Et elle, qui est-elle? Bientôt, il le verra)[2].

- Manuscrit de la Bibliothèque nationale :
La gente vana pretende descender de hombres grandes, cuando los parientes lejanos apenas se conocen y es necesario anteojos para ver lo que está cerca.
(Les gens vains prétendent descendre de grands hommes, alors que les parents lointains sont à peine connus et qu'il est nécessaire de mettre des lorgnons pour voir ce qui est près)[2].

Goya critique la société espagnole, où pour être influent, il faut avoir des ascendants nobles prestigieux.

## Technique de la gravure
L'estampe mesure 213 × 151 mm sur une feuille de papier de 306 × 201 mm.
Goya a utilisé l'eau-forte et l'aquatinte.
Le premier dessin préparatoire est intitulé : « Sueño 11. Mascaras de caricaturas que apuntaron por su significado ». Il représente une jeune femme visage masqué, qui tient entre ses jambes un masque dont le nez évoque un sexe masculin et la bouche un sexe féminin. Le dessin est à la plume avec des retouches à la sanguine. Dans la marge supérieure, au crayon : « 11 ». Dans l'angle supérieur droit, à plume, encre de noix de galle : « 108 ». Dans la marge  inférieure, au crayon : « Mascaras de caricaturas / qe apuntaron pr. su significado ». Dans l'angle inférieur gauche, avant le texte, au crayon : « 50 ». Le premier dessin préparatoire mesure 293 × 187 mm.
Le second dessin préparatoire est à la sanguine avec des traces de crayon noir. Dans l'angle supérieur droit du support, au crayon : « 4 ». Dans la marge droite, sur un adhésif, à la plume, encre brune, barré : « 102 ». À côté, à la plume, encre noire : « 102 ». Le second dessin préparatoire mesure 196 × 126 mm.
Le tout premier dessin préparatoire est au grattoir, pinceau, lavis d'encre de Chine et provient de l'Album B. Il porte comme titre « La apunta pr. ermafrodita » (il la note comme hermaphrodite). On trouve un exemplaire au Louvre (voir lien ci-dessous). Il mesure 208 × 124 mm.
Cette série fait allusion à la satire « Satira a Amesto » (1786) de Gaspar Melchor de Jovellanos, qui dénonce les mœurs dépravés des femmes issues de l'aristocratie.

## Catalogue
- Numéro de catalogue G02144 de l'estampe au Musée du Prado.
- Numéro de catalogue D04201 du premier dessin préparatoire au Musée du Prado.
- Numéro de catalogue D03953 du second dessin préparatoire au Musée du Prado.
- Numéro de catalogue 51-1-10-57 au Musée Goya de Castres.